# Ye Jacobites by Name
Ye Jacobites by Name est une chanson traditionnelle écossaise qui fait référence aux révoltes jacobites qui ont eu lieu en  Écosse entre 1688 et 1746. La chanson est à l'origine une attaque contre les Jacobites vue du point de vue whig, mais Robert Burns la réécrit vers 1791 pour en faire une chanson avec une vision antiguerre et humaniste plus générale. Cette version est celle qui est connue au XXIe siècle.

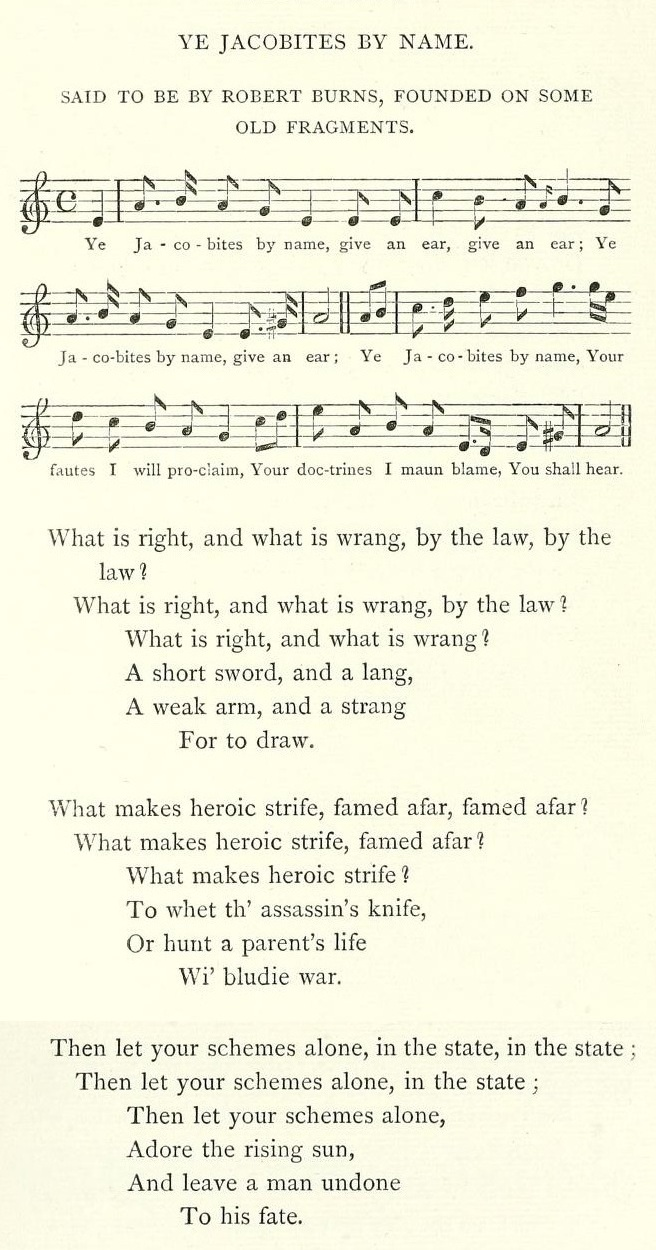
Partition

La chanson a été publiée en 1793 dans le volume 4 du Scots Musical Museum de James Johnson et dans les Jacobite Reliques de  James Hogg en 1817 (n° 34). Elle apparaît aussi dans une collection de chanson de Ewan MacColl intitulée Personal Choice. La mélodie est reprise de My Love's in Germany de Hector Macneill.
Ye Jacobites by Name est la chanson numéro 5517 du Roud Folk Song Index.

## Version de Robert Burns
Ye Jacobites by name, give an ear, give an ear,

Ye Jacobites by name, give an ear,

Ye Jacobites by name,

Your fautes I will proclaim,

Your doctrines I maun blame, you shall hear.

What is Right, and What is Wrang, by the law, by the law?

What is Right and what is Wrang by the law?

What is Right, and what is Wrang?

A short sword, and a lang,

A weak arm and a strang, for to draw.

What makes heroic strife, famed afar, famed afar?

What makes heroic strife famed afar?

What makes heroic strife?

To whet th' assassin's knife,

Or haunt a Parent's life, wi' bluidy war?

Then let your schemes alone, in the state, in the state,

Then let your schemes alone in the state.

So let your schemes alone,

Adore the rising sun,

And leave a man undone, to his fate.

## Paroles d'origine
You Jacobites by Name, lend an ear, lend an ear,

You Jacobites by Name, lend an ear;

You Jacobites by Name,

Your thoughts I will proclaim,

Some says you are to blame for this Wear.

With the Pope you covenant, as they say, as they say,

With the Pope you covenant, as they say,

With the Pope you covenant,

And Letters there you sent,

Which made your Prince present to array.

Your Prince and Duke o'Perth, where they go, where they go,

Your Prince and Duke o'Perth, where they go,

Your Prince and Duke o'Perth,

They're Cumb'rers o' the Earth,

Causing great Hunger and Dearth where they go.

He is the King of Reef, I'll declare, I'll declare,

He is the King of Reef, I'll declare,

He is the King of Reef,

Of a Robber and o' Thief,

To rest void of Relief when he's near.

They marched thro' our Land cruelly, cruelly,

They marched thro' our Land cruelly,

They marched thro' our Land

With a bloody thievish Band

To Edinburgh then they wan Treachery.

To Preston then they came, in a Rout, in a Rout,

To Preston then they came, in a Rout;

To Preston then they came,

Brave Gard'ner murd'red then.

A Traitor did command, as we doubt.

To England then they went, as bold, as bold,

To England then they went, as bold;

To England then they went,

And Carlisle they ta'en't,

The Crown they fain would ha'en't, but behold.

## Enregistrements
De nombreux groupes, dont beaucoup d'envergure internationale, ont enregistré Ye Jacobites by Name, y compris :
- Owen Hand, sur son second album I Loved a Lass (1966)
- The Johnstons, sur The Barley Corn (1969)
- The Corries, sur Live at the Royal Lyceum (1971)
- Tri Yann, sur leur premier album (1972)
- Seven Nations (alors nommés Clan Na Gael), sur Old Ground (1995)
- Billy Bragg a réécrit les paroles pour faire référence aux « Thatcherites » sur l'EP Bloke on Bloke (1996)
- Fiddler's Green, un groupe allemand d'« Independent Irish Speed-Folk » sur On and On (1997) as "Jacobites"
- Connemara Stone Company, sur For One Irland (1998)
- Beth Patterson a joué une version de la chanson au bouzouki irlandais sur Hybrid Vigor (1999)
- Eddi Reader, sur The Songs Of Robert Burns (2003)
- Quilty, un groupe suédois, sur I'm Here Because I'm Here (2005)
- Beltaine,  un groupe polonais de musique celtique, sur KoncenTrad (2007)
- Tempest, un groupe de rock celtique de  Californie, sur Prime Cuts (2008)
- Clachán, sur Clachán (2008)
- Sherwood, sur Sweet Joan (2010)
- Noel McLoughlin, sur 20 Best of Scotland (2006)
- Glenfiddle, sur The lonesome boatman (2005)
- Stone Clover, groupe de musique folk irlandaise de Détroit sur l'album Sloppy Drunk Live(2013)
- Gunwood, groupe de folk rock (Paris, France) sur l'album Dream Boat Jane, sortie en 2022.